# Le Plessis-Hébert
Pour les articles homonymes, voir Plessis (homonymie) et Hébert.
Le Plessis-Hébert est une commune française située dans le département de l'Eure, en région Normandie.

## Géographie

### Localisation
| Caillouet-Orgeville    | Pacy-sur-Eure (comm. dél. de Saint-Aquilin-de-Pacy) | Fains      |
|                        | Plessis-Hébert                                      | Gadencourt |
| Boisset-les-Prévanches | La Boissière (sur quelques centaines de mètres)     | Merey      |

### Hydrographie
La commune est située dans le bassin Seine-Normandie. Elle n'est drainée par aucun cours d'eau,.

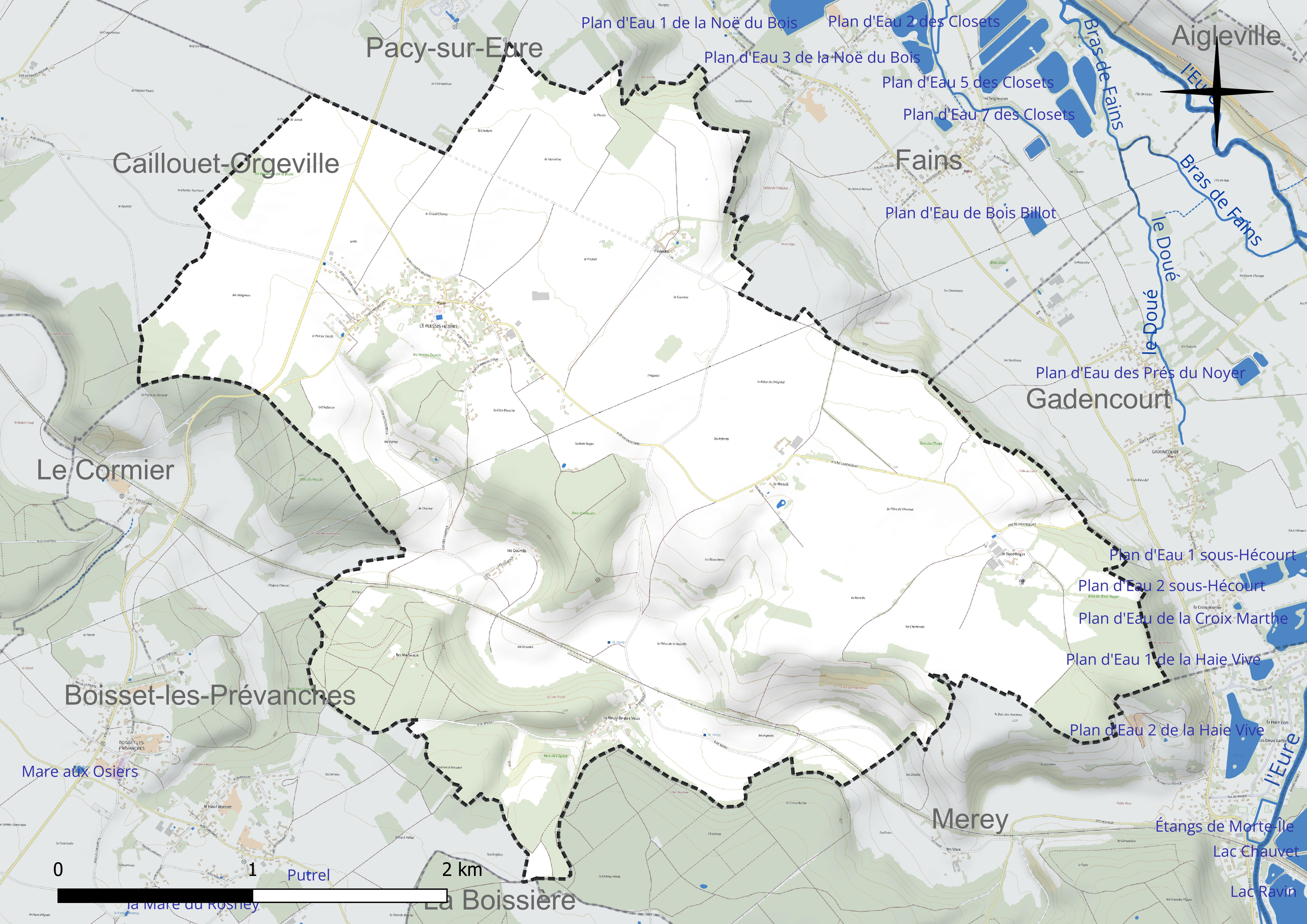
Réseau hydrographique du Plessis-Hébert.

### Climat
Pour des articles plus généraux, voir Climat de la Normandie et Climat de l'Eure.
En 2010, le climat de la commune est de type climat océanique dégradé des plaines du Centre et du Nord, selon une étude du CNRS s'appuyant sur une série de données couvrant la période 1971-2000. En 2020, Météo-France publie une typologie des climats de la France métropolitaine dans laquelle la commune est exposée à un climat océanique et est dans la région climatique  Sud-ouest du bassin Parisien, caractérisée par une faible pluviométrie, notamment au printemps (120 à 150 mm) et un hiver froid (3,5 °C). Parallèlement le GIEC normand, un groupe régional d’experts sur le climat, différencie quant à lui, dans une étude de 2020, trois grands types de climats pour la région Normandie, nuancés à une échelle plus fine par les facteurs géographiques locaux. La commune est, selon ce zonage, exposée à un « climat des plateaux abrités », correspondant aux plaines agricoles de l’Eure, avec une pluviométrie beaucoup plus faible que dans la plaine de Caen en raison du double effet d’abri provoqué par les collines du Bocage normand et par celles qui s’étendent sur un axe du Pays d'Auge au Perche.
Pour la période 1971-2000, la température annuelle moyenne est de 10,5 °C, avec une amplitude thermique annuelle de 14,2 °C. Le cumul annuel moyen de précipitations est de 650 mm, avec 10,8 jours de précipitations en janvier et 7,9 jours en juillet. Pour la période 1991-2020, la température moyenne annuelle observée sur la station météorologique la plus proche, située sur la commune de Guichainville à 12 km à vol d'oiseau, est de 11,1 °C et le cumul annuel moyen de précipitations est de 659,6 mm,. Pour l'avenir, les paramètres climatiques de la commune estimés pour 2050 selon différents scénarios d’émission de gaz à effet de serre sont consultables sur un site dédié publié par Météo-France en novembre 2022.

## Urbanisme

### Typologie
Au 1er janvier 2024, Le Plessis-Hébert est catégorisée commune rurale à habitat dispersé, selon la nouvelle grille communale de densité à 7 niveaux définie par l'Insee en 2022. Elle est située hors unité urbaine. Par ailleurs la commune fait partie de l'aire d'attraction de Paris, dont elle est une commune de la couronne,. 

### Occupation des sols
L'occupation des sols de la commune, telle qu'elle ressort de la base de données européenne d’occupation biophysique des sols Corine Land Cover (CLC), est marquée par l'importance des territoires agricoles (79,3 % en 2018), une proportion identique à celle de 1990 (79,3 %). La répartition détaillée en 2018 est la suivante : terres arables (72,8 %), forêts (18,2 %), prairies (3,7 %), zones agricoles hétérogènes (2,7 %), zones urbanisées (2,5 %). L'évolution de l’occupation des sols de la commune et de ses infrastructures peut être observée sur les différentes représentations cartographiques du territoire : la carte de Cassini (XVIIIe siècle), la carte d'état-major (1820-1866) et les cartes ou photos aériennes de l'IGN pour la période actuelle (1950 à aujourd'hui).

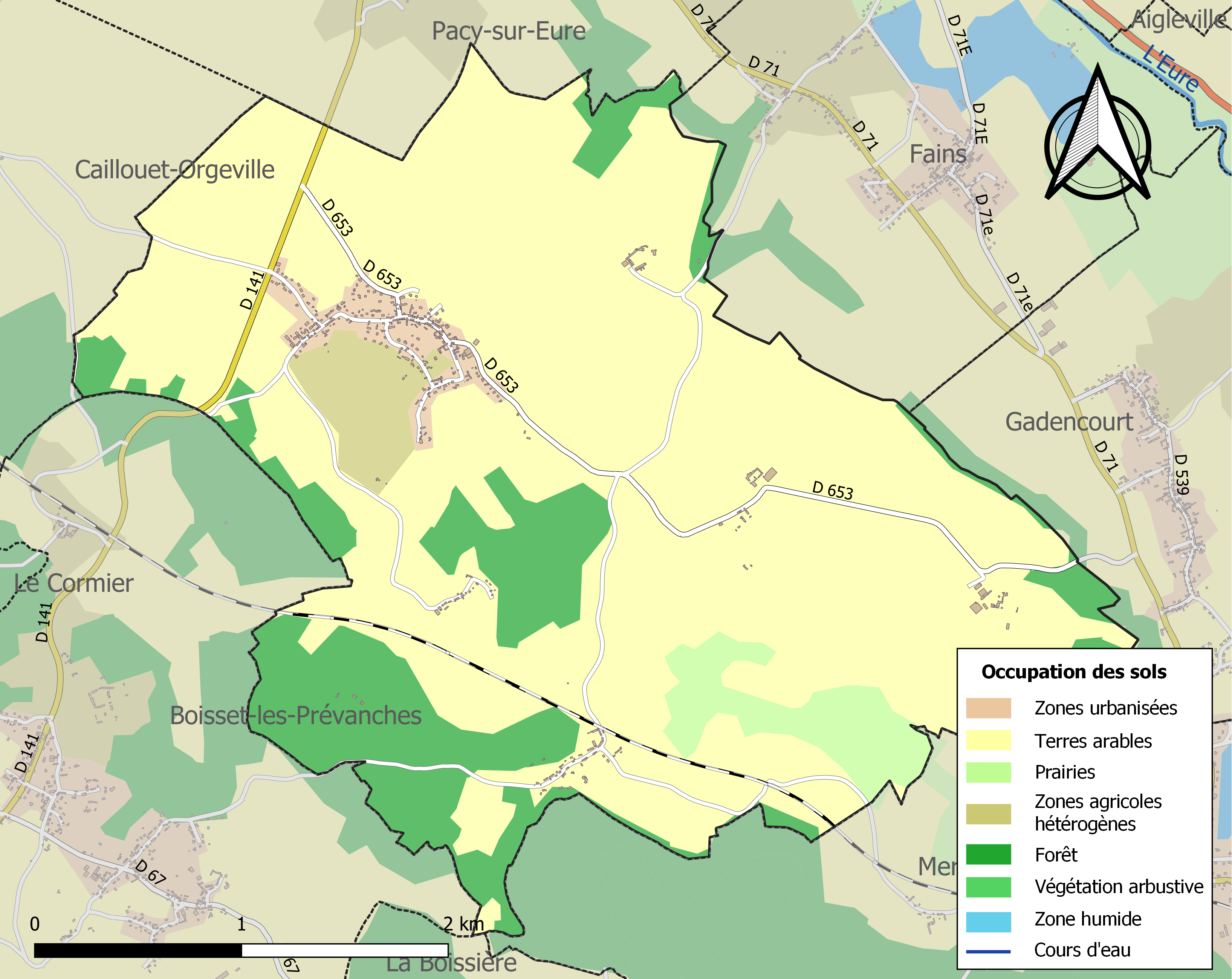
Carte des infrastructures et de l'occupation des sols de la commune en 2018 (CLC).

## Toponymie
Le nom de la localité est attesté sous les formes Pleissis Herbert (charte de Richard Cœur de Lion) et Plaiseis Herbert vers 1190, Pleiset Herberti en 1216 (bulle d’Honorius III), Pleseium en 1263.
L'ancien français plessis désigne généralement un enclos formé de branches entrelacées, pouvant servir de protection.
Dans la grande charte de Richard Cœur de Lion pour l'abbaye Saint-Taurin d'Évreux, Herbert de Croisy aumôna aux religieux la dîme du Plessis. C'est cet Herbert qui a donné son nom au Plessis.

## Histoire
La commune du Plessis-Hébert résulte de la fusion, le 25 juin 1843, des villages de Bosc-Roger, de La Neuville-des-Vaux et du Plessis-Hébert.
Les habitants du Plessis-Hébert sont les Plessis-Hébertois.

## Politique et administration
| Période                                  | Période  | Identité               | Étiquette | Qualité  |
| ---------------------------------------- | -------- | ---------------------- | --------- | -------- |
| 1803                                     | 1819     | Simon Lejard           |           |          |
| 1819                                     | 1831     | Jean Auger             |           |          |
| 1831                                     | 1835     | Jacques Chedeville     |           |          |
| 1835                                     | 1848     | Jacques Théodore Auger |           |          |
| 1848                                     | 1860     | François Lejard        |           |          |
| 1860                                     | 1891     | Alexandre Auger        |           |          |
| 1891                                     | 1896     | Séraphin Duteurtre     |           |          |
| 1896                                     | 1915     | Alfred Ferment         |           |          |
| 1915                                     | 1920     | Dominique Auger        |           |          |
| 1920                                     | 1925     | Paul Levasseur         |           |          |
| 1925                                     | 1937     | Arsène Maignan         |           |          |
| 1937                                     | 1938     | Georges Louis          |           |          |
| 1938                                     | 1944     | Albert Appert          |           |          |
| 1944                                     | 1947     | Arsène Maignan         |           |          |
| 1947                                     | 1977     | Henry Beillard         |           |          |
| 1977                                     | 1995     | Jean Maës              |           |          |
| 1995                                     | 2013     | Claude Bricout         |           |          |
| 2013                                     | 2014     | Claude Hérouard        |           |          |
| 2014                                     | 2020     | Michel Kaesser         | DVD       | Retraité |
| 2020                                     | 2021     | Evelyne Dalon          |           |          |
| 2021                                     | En cours | Laurence Mention       |           |          |
| Les données manquantes sont à compléter. |          |                        |           |          |

Antérieurement à 1803, les maires n'étaient pas élus mais nommés par les autorités dirigeantes. Les recherches d'identification étant plus laborieuses la liste complétée sera connue ultérieurement.

### Résultats des élections du 9 mars 2008
- Nombre d'inscrits : 317
- Nombre de votants : 212
- Nombre de bulletins nuls ou blancs : 10

Nombre de voix obtenues :
- Bricout :   146
- Herouard :  151
- Querolle :  165
- Le Merer :  155
- Nusbaum :   175
- Dalon :     156
- Potel :     175
- Letellier : 162
- Lamy :      160
- Bobee :     147
- Lecouvey :  158

### Élection du maire et des adjoints du 14 mars 2008
- Maire : Claude Bricout
- 1er adjoint : Claude Herouard
- 2d adjoint : Jacqueline Potel

## Démographie
L'évolution du nombre d'habitants est connue à travers les recensements de la population effectués dans la commune depuis 1793. Pour les communes de moins de 10 000 habitants, une enquête de recensement portant sur toute la population est réalisée tous les cinq ans, les populations de référence des années intermédiaires étant quant à elles estimées par interpolation ou extrapolation. Pour la commune, le premier recensement exhaustif entrant dans le cadre du nouveau dispositif a été réalisé en 2007.

En 2022, la commune comptait 402 habitants, en évolution de +1,52 % par rapport à 2016 (Eure : −0,25 %, France hors Mayotte : +2,11 %).
| 1793 | 1800 | 1806 | 1821 | 1831 | 1836 | 1841 | 1846 | 1851 |
| ---- | ---- | ---- | ---- | ---- | ---- | ---- | ---- | ---- |
| 224  | 199  | 239  | 203  | 188  | 167  | 137  | 238  | 240  |

| 1856 | 1861 | 1866 | 1872 | 1876 | 1881 | 1886 | 1891 | 1896 |
| ---- | ---- | ---- | ---- | ---- | ---- | ---- | ---- | ---- |
| 254  | 258  | 251  | 230  | 231  | 234  | 249  | 182  | 179  |

| 1901 | 1906 | 1911 | 1921 | 1926 | 1931 | 1936 | 1946 | 1954 |
| ---- | ---- | ---- | ---- | ---- | ---- | ---- | ---- | ---- |
| 195  | 205  | 217  | 221  | 227  | 209  | 192  | 189  | 198  |

| 1962 | 1968 | 1975 | 1982 | 1990 | 1999 | 2006 | 2007 | 2012 |
| ---- | ---- | ---- | ---- | ---- | ---- | ---- | ---- | ---- |
| 196  | 201  | 192  | 258  | 318  | 345  | 403  | 411  | 398  |

| 2017 | 2022 | - | - | - | - | - | - | - |
| ---- | ---- | - | - | - | - | - | - | - |
| 400  | 402  | - | - | - | - | - | - | - |

## Culture locale et patrimoine

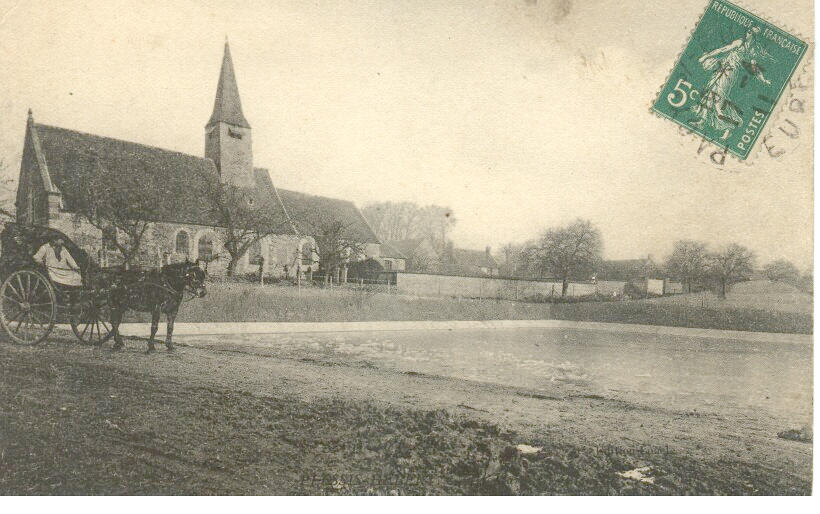
L'église en 1911.

### Lieux et monuments
- Château du Bosc-Roger inscrit au titre des monuments historiques pour ce qui a trait au jardin potager au site archéologique, à l'église, au colombier et au mur de clôture[21].
- Église Saint-Étienne : possède deux cloches de 1854 respectivement nommées :
  - Marie Philiberthe Constance Germaine pour la plus importante ;
  - Marie Louise Eugénie pour la plus petite.
- Commanderie templière de La-Haye-du-Val-Saint-Denis[22].

### Héraldique
| Blason de Le Plessis-Hébert | Blason  | D'azur à la bande d'argent chargée d'une croisette de Malte de gueules, posée à plomb, accompagnée en chef d'une étoile et en pointe d'un lion le tout d'argent. |
| Blason de Le Plessis-Hébert | Détails | Création Denis Joulain. Adopté en novembre 2012. |